# Hypericum hirsutum
El hipérico hirsuto o Hypericum hirsutum es una especie de planta fanerógama perteneciente al género Hypericum conocicdo como hierba de San Juan. Es originaria del oeste de Europa.

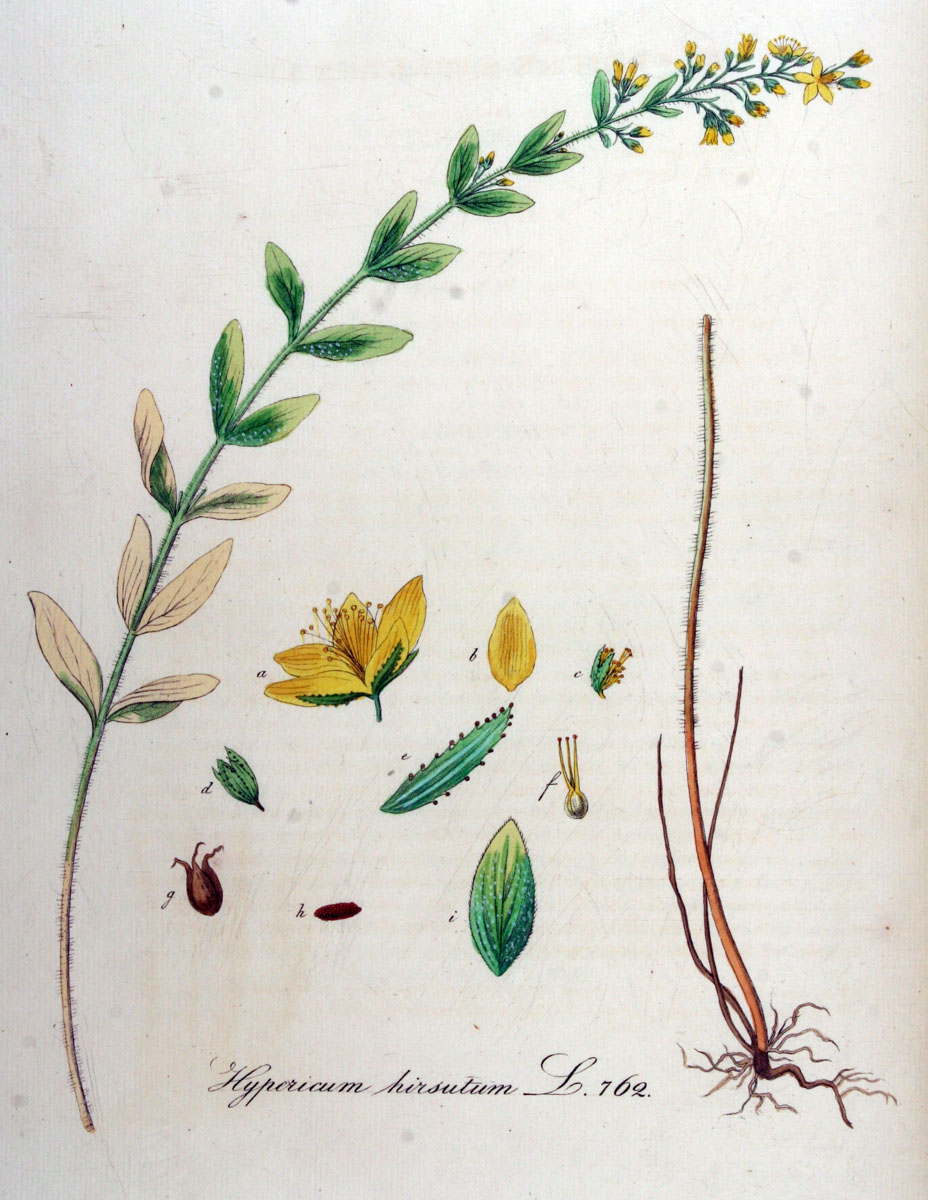
Hypericum hirsutum

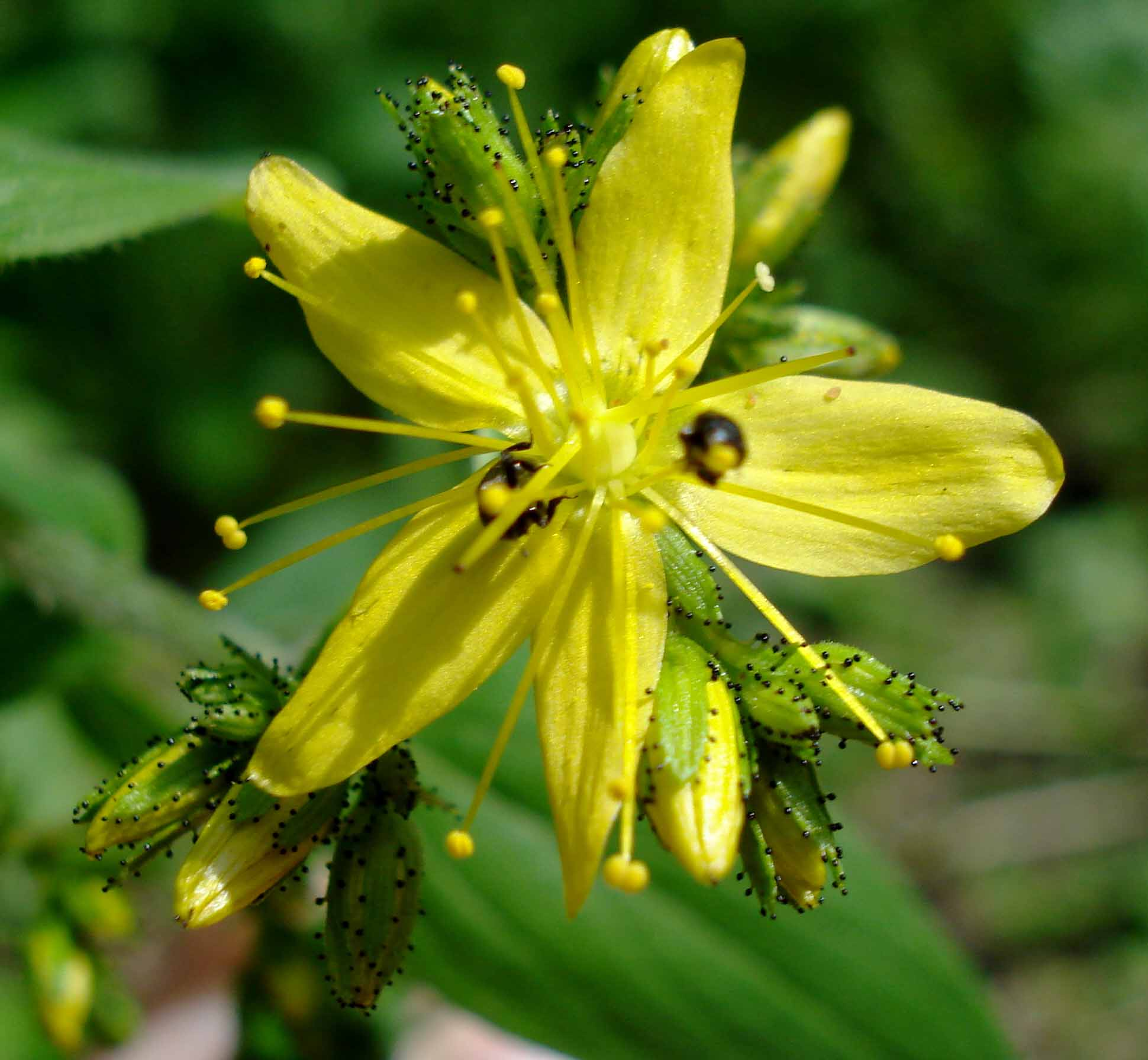
Flor

## Descripción
Hypericum hirsutum es una planta perenne suave que alcanza un tamaño de dos o tres metros de altura. Tiene tallos erectos y pares opuestos de hojas no dentadas, son ovales y alargadas con puntos glandulares translúcidos. Las inflorescencias terminales tienen muchas flores de color amarillo pálido. Cada una tiene cinco sépalos con puntos negros en los márgenes. Los cinco pétalos también pueden tener puntos negros y los numerosos estambres están en grupos. Es muy similar a Hypericum perforatum'', pero se puede distinguir por los suaves tallos y las hojas mucho más largas.

## Hábitat
H. hirsutum crece en pastizales pobres en suelos de arcilla bien drenados,  y suelos calizos. Se encuentra a menudo en los bordes de bosques, en los bancos de los ríos y bordes de caminos. Se encuentra en toda Europa occidental, y en el Reino Unido  florece de julio a agosto.

## Composición química
Miquelianina (Quercetina 3-O-glucuronide), un tipo de compuesto fenólico, está presente en H. hirsutum.

## Taxonomía
Hypericum hirsutum fue descrita por  Carlos Linneo    y publicado en Species Plantarum 2: 786. 1753.
Etimología
Hipérico: nombre genérico que deriva del griego hyperikon ("sobre las imágenes" o "por encima de una aparición"). Para algunos, el nombre hace referencia a la propiedad que se le atribuía de hacer huir a los malos espíritus y las apariciones; solían colgarse flores de esta planta sobre las imágenes religiosas el día de San Juan. Para otros, las glándulas de sus pétalos parecen formar imágenes (a este hecho se le dio mucha importancia en la Edad Media, ya que era utilizado en los exorcismos por sus virtudes cabalísticas).
hirsutum: epíteto latino que significa "peludo"
Sinonimia
- Adenosepalum hirsutum (L.) Fourr.
- Hypericopsis hirsuta (L.) Opiz
- Hypericum atomarium var. angustifolium Formánek
- Hypericum ferrugineum Banks ex Pursh
- Hypericum montanum f. congestum (Boreau) Gusul.
- Hypericum montanum f. minus Gusul.
- Hypericum montanum var. pilosum Horw.
- Hypericum villosum Crantz[7]